# Resolutie 1419 Veiligheidsraad Verenigde Naties
Resolutie 1419 van de Veiligheidsraad van de Verenigde Naties werd op 26 juni 2002 unaniem aangenomen door de VN-Veiligheidsraad, en riep alle Afghaanse bevolkingsgroepen op om samen te werken met de Overgangsautoriteit die het land ging besturen nadat het Talibanregime ten val was gebracht door een door de NAVO geleide coalitie.

## Achtergrond
In 1979 werd Afghanistan bezet door de Sovjet-Unie, die vervolgens werd bestreden door Afghaanse krijgsheren. Toen de Sovjets zich in 1988 terugtrokken raakten ze echter slaags met elkaar. In het begin van de jaren 1990 kwamen ook de Taliban op. In september 1996 namen die de hoofdstad Kabul in. Tegen het einde van het decennium hadden ze het grootste deel van het land onder controle en riepen ze een streng islamitische staat uit.
In 2001 verklaarden de Verenigde Staten met bondgenoten hun de oorlog en moesten ze zich terugtrekken, waarna een interim-regering werd opgericht.

## Inhoud

### Waarnemingen
De Veiligheidsraad wilde het Afghaanse volk helpen de tragische conflicten in Afghanistan te beëindigen. Ook steunde ze de internationale inspanningen om terrorisme uit te roeien. Verder stond ze achter de regelingen die in Afghanistan waren getroffen tot de permanente overheidsinstellingen opnieuw waren ingericht, waaronder de mensenrechten- en de juridischecommissie.

### Handelingen
Van 11 tot 19 juni was met succes een nood-loya jirga gehouden met ruime deelname van vrouwen en met vertegenwoordiging van alle etnische en religieuze gemeenschappen.
Tijdens deze loya jirga werd Hamid Karzai, tot dan voorzitter van de interim-regering, tot president verkozen en werd ook de Overgangsautoriteit opgericht. Die moest onder meer een grondwettelijke commissie opzetten, de centrale regering versterken, leger en politie uitbouwen, strijden tegen de illegale drugshandel en de economie heropbouwen. Alle Afghaanse bevolkingsgroepen werden opgeroepen met deze Overgangsautoriteit samen te werken. De Veiligheidsraad vroeg dat ze ook de belangen van vrouwen behartigde en onderwijs bood aan jongens en meisjes.

## Verwante resoluties
- Resolutie 1401 Veiligheidsraad Verenigde Naties
- Resolutie 1413 Veiligheidsraad Verenigde Naties
- Resolutie 1444 Veiligheidsraad Verenigde Naties
- Resolutie 1453 Veiligheidsraad Verenigde Naties

Lijst ·  1387 ·  1388 ·  1389 ·  1390 ·  1391 ·  1392 ·  1393 ·  1394 ·  1395 ·  1396 ·  1397 ·  1398 ·  1399 ·  1400 ·  1401 ·  1402 ·  1403 ·  1404 ·  1405 ·  1406 ·  1407 ·  1408 ·  1409 ·  1410 ·  1411 ·  1412 ·  1413 ·  1414 ·  1415 ·  1416 ·  1417 ·  1418 ·  1419 ·  1420 ·  1421 ·  1422 ·  1423 ·  1424 ·  1425 ·  1426 ·  1427 ·  1428 ·  1429 ·  1430 ·  1431 ·  1432 ·  1433 ·  1434 ·  1435 ·  1436 ·  1437 ·  1438 ·  1439 ·  1440 ·  1441 ·  1442 ·  1443 ·  1444 ·  1445 ·  1446 ·  1447 ·  1448 ·  1449 ·  1450 ·  1451 ·  1452 ·  1453 ·  1454